# Lavoisiera fragilis
Lavoisiera fragilis är en tvåhjärtbladig växtart som beskrevs av Célestin Alfred Cogniaux, C.Munhoz och C.Proença. Lavoisiera fragilis ingår i släktet Lavoisiera och familjen Melastomataceae. Inga underarter finns listade i Catalogue of Life.

## Bildgalleri

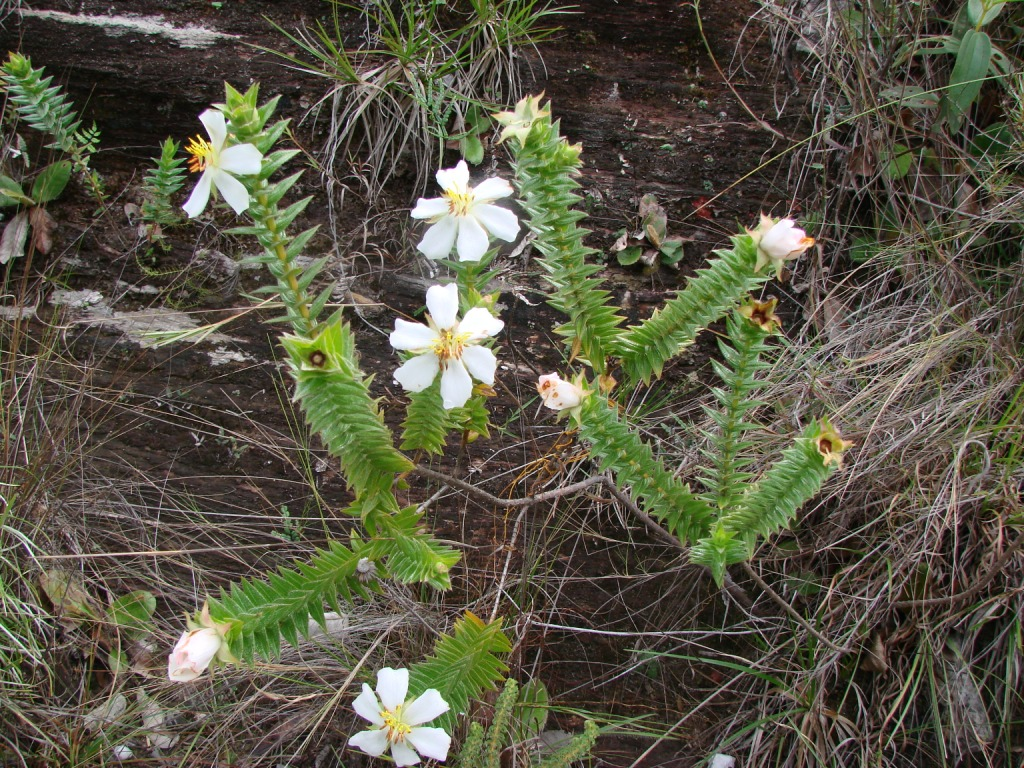